# Plebiscito constitucional de Uruguay de 1958
El 30 de noviembre de 1958 se realizó un plebiscito constitucional en Uruguay junto a las elecciones generales. Se presentaron a los votantes dos opciones para enmendar la constitución, pero ambas fueron rechazadas.

## Propuestas
La propuesta 1 fue propuesta por el sector Herrerista-Ruralista del Partido Nacional a través de la Asamblea General, y proponía un sistema de gobierno presidencialista, separando las elecciones presidenciales de las legislativas, y aboliendo el sistema de lemas.
La propuesta 2 fue propuesta por la Unión Cívica a través de una iniciativa popular, y proponía la introducción de un sistema de gobierno presidencialista.

## Resultados
| Opción                             | Votos     | %     |
| ---------------------------------- | --------- | ----- |
| Propuesta 1                        | 235,941   | 23.47 |
| Propuesta 2                        | 153,662   | 15.28 |
| Contra ambas                       | 615,759   | 61.25 |
| Total                              | 1,005,362 | 100   |
| Votantes Registrados/participación | 1,410,105 | 71.30 |
| Fuente: Democracia Directa         |           |       |